# Alfred Gysi

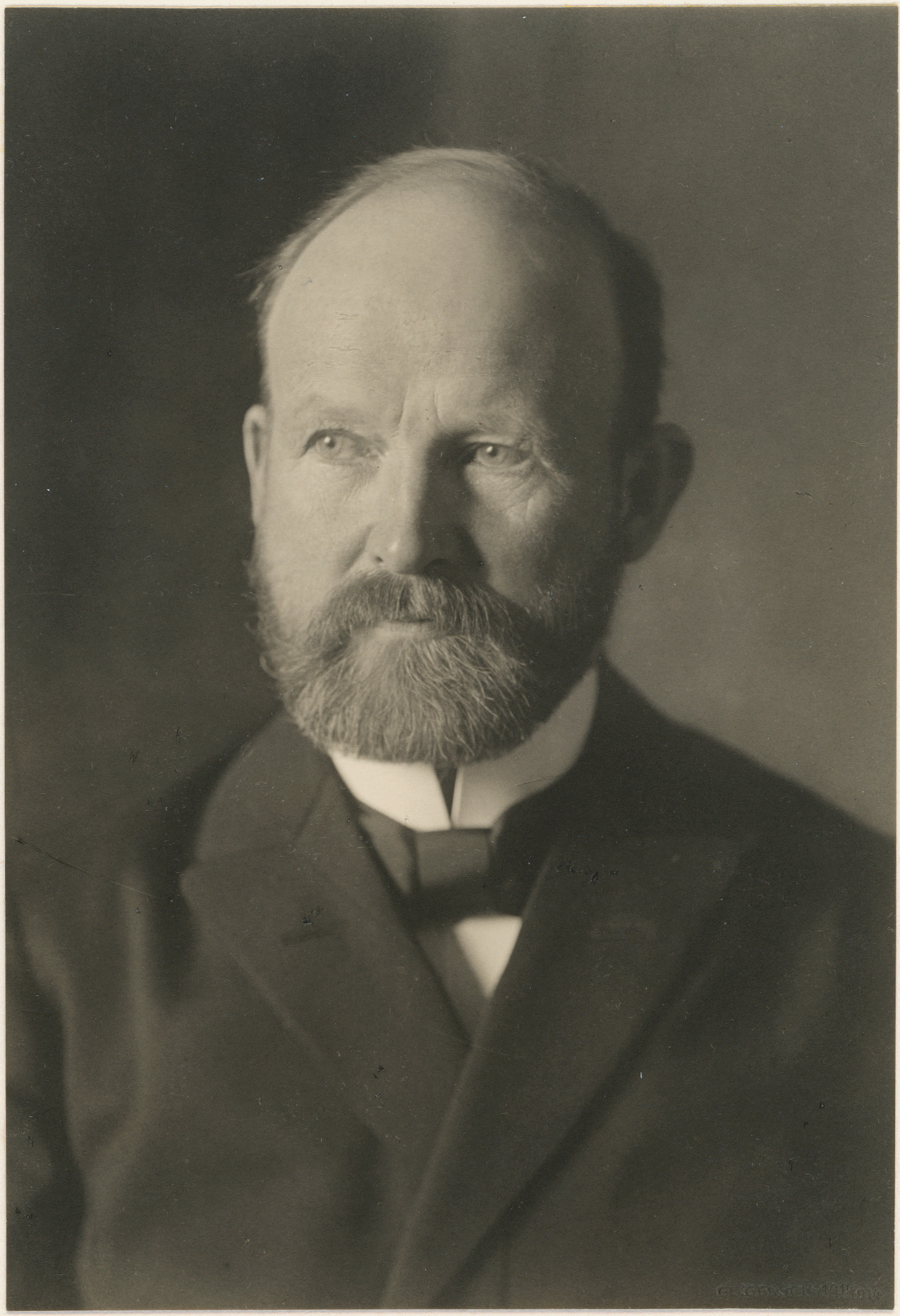
Alfred Gysi, 1914

Alfred Gysi (* 31. August 1865 in Aarau; † 9. November 1957 in Zürich, reformiert, heimatberechtigt in Aarau) war ein Schweizer Zahnmediziner.

## Leben
Alfred Gysi kam am 31. August 1865 in Aarau als Sohn des Reisszeugfabrikanten und Fotografen Arnold Gysi und der Anna Henriette geborene Studler zur Welt. Nach dem Besuch des Polygymnasiums und der Industrieschule in Aarau begann er 1883 ein Studium der Zahnmedizin an der École Dentaire in Genf, das er 1885 am Pennsylvania College of Dental Surgery in Philadelphia fortsetzte, an dem er 1887 das Doktorat ablegte. Im selben Jahr kehrte Gysi in die Schweiz zurück und liess sich in Zürich nieder. 1889 erwarb er das eidgenössische Diplom für Zahnheilkunde.
In der Folge fungierte Gysi im Jahr 1895 als Mitbegründer des Zahnärztlichen Instituts der Universität Zürich, an der er von 1906 bis 1930 als Professor für Zahnheilkunde lehrte. Im Jahr 1939 wurde er zum Mitglied der Leopoldina gewählt. Alfred Gysi heiratete 1949 Elisabetha geborene Giger aus Aarau. Er verstarb am 9. November 1957 im Alter von 92 Jahren in Zürich.

## Wirken
Alfred Gysi forschte über die Probleme der Unterkieferbewegungen in Beziehung zu den Zahnformen. Dazu  entwickelte er den ersten Artikulator und Gesichtsbogen, Maschinen, welche die Kaubewegungen des Menschen nachahmten. Damit gelang es ihm, individuell angepasste Prothesenzähne zu konstruieren, mit denen der Patient kauen konnte.
Daneben verfasste Alfred Gysi Publikationen im Bereich der Artikulations- und Okklusionsforschung. Alfred Gysi wird zu den bedeutendsten Vertretern der schweizerischen und internationalen wissenschaftlichen Prothetik in der ersten Hälfte des 20. Jahrhunderts gezählt.

## Werke (Auswahl)
- Beitrag zum Artikulationsproblem. Berlin: August. Hirschwald 1908.
- Das Aufstellen künstlicher Zähne in Prof. Dr. Alfred Gysis Dreipunkt-Artikulator «Simplex». Zürich: Gebrüder de Trey 1920.
- Artikulation, In: Handbuch der Zahnheilkunde. Band 3. München: Bergmann 1926, S. 167–316.
- Die Herstellung einer totalen Prothese nach Prof. Gysi. Berlin: De Trey Gesellschaft 1929.
- Zahnersatzkunde. In: Handbuch der Zahnheilkunde. 4., vollständig neubearb. und verm. Aufl. Hrsg. von Prof. Dr. Hans Pichler. Berlin; Wien: Urban & Schwarzenberg 1929.
- mit George Wood Clapp: Practical Application of Research Results in Denture Construction. In: The Journal of the American Dental Association 16 (1929), Issue 2 (February), p. 199–223.

## Ehrungen
- Für sein Wirken in der Zahnmedizin wurde Alfred Gysi unter anderem gewürdigt mit:
- 1921: dem Ehrendoktorat der Universität Zürich
- 1925: dem Marcel-Benoist-Preis
- 1927: der Ehrendoktorwürde der Universität Marburg